# Andrea Ichino

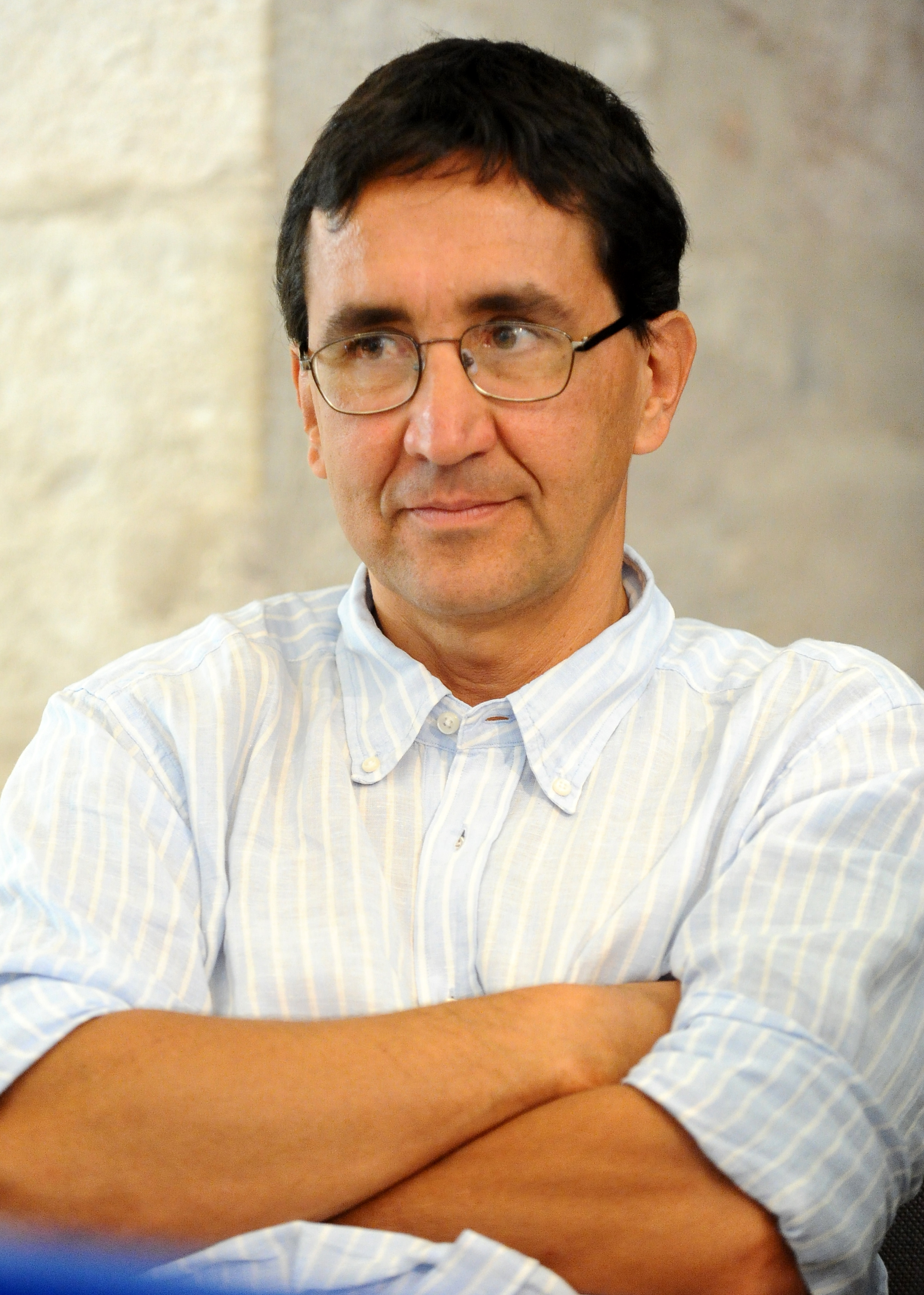
Andrea Ichino nel 2012 al Festival dell'Economia di Trento.

Andrea Ichino (Milano, 10 dicembre 1959) è un economista italiano.

## Biografia
Nasce dagli avvocati Gaddo Luciano Ichino e Francesca Pellizzi, quest'ultima anche nota filantropa. Si laurea all'Università commerciale Luigi Bocconi nel 1985, con una tesi sugli effetti dei sussidi di disoccupazione sul mercato del lavoro, sotto la guida di Mario Monti. Nel 1990 ha conseguito un Ph.D. presso il Massachusetts Institute of Technology.
Ha iniziato quindi la sua carriera accademica presso la stessa Università Bocconi, sia come docente che come ricercatore presso l'Istituto Innocenzo Gasparini. Dal 1997 al 2006 ha insegnato macro e microeconomia del lavoro e microeconometria presso l'Istituto Universitario Europeo di Firenze.
Dall'ottobre 2006 è docente di Econometria avanzata e di Economia delle risorse umane presso l'Università degli Studi di Bologna.
Accanto all'attività universitaria, Andrea Ichino collabora a progetti di ricerca di diverso genere, tra cui uno su "Il lavoro interinale come canale di accesso al lavoro a tempo indeterminato" per il Ministero del lavoro e delle politiche sociali, collabora con il sito di economia lavoce.info e collabora anche con giornali a diffusione nazionale e internazionale. 
Ha fatto parte dell'accusa nel "processo al liceo classico", un'iniziativa promossa dal Miur svoltasi al Teatro Carignano a Torino. 

## Vita privata
Ultimo di quattro figli, sposato e a sua volta padre di quattro figli,  è fratello minore di Maria Paola Ichino, di Pietro Ichino, giuslavorista, già parlamentare del Partito Democratico, ed in passato senatore di Scelta Civica, e di Giovanna Ichino, magistrato. 

## Pubblicazioni
- Riduzione dell'occupazione industriale e mobilità del lavoro: analisi di un mercato del lavoro locale, con Renata Semenza - Milano - IRES Lombardia - 1987
- More equal but less mobile? Education financing and intergenerational mobility in Italy and in the United States, con Aldo Rustichini e Daniele Checchi - Londra - Centre for economic policy research - 1996
- Productivity, seniority and wages: new evidence from personnel data, con Luca Fabbri - Londra - Centre for economic policy research, 1998
- The long-run educational cost of world war 2: an example of local average treatment effect estimation, con Rudolf Winter-Ebmer - Londra: Centre for economic policy research - 1998
- La politica degli incentivi per l'occupazione - Milano - IRES Lombardia - 1986
- Work environment and individual background: explaining regional shirking differentials in a large italian firm, con Giovanni Maggi - Londra: Centre for economic policy research - 2000
- The effect of employment protection on worker effort: a comparison of absenteeism during and after probation, con Regina T. Riphahn - Londra: Centre for economic policy research - 2003
- Culture, discrimination and individual productivity: regional evidence from personnel data in a large italian firm, con Pietro Ichino - Londra: Centre for economic policy research - 1997
- Riduzione dell'occupazione industriale e mobilità del lavoro, con Renata Semenza - IRES Lombardia
- Nuovi strumenti di intervento nel mercato del lavoro: la promozione del lavoro degli handicappati e degli anziani, i job clubs, il job sharing a cura di Andrea Ichino et al. - Milano - Angeli - 1988
- Clean evidence on peer pressure, con Armin Falk - Londra: Centre for economic policy research - 2003
- Unemployment and consumption: are job losses less painful near the mediterranean?, con Samuel Bentolila - Londra: Centre for economic policy research - 2000
- Immigration, human capital and growth in the host country: evidence from pooled country data, con Juan J. Dolado e Alessandra Goria - Londra: Centre for Economic Policy Research - 1993
- Lower and upper bounds of returns to schooling: an exercise in IV estimation with different instruments, con Rudolf Winter-Ebmer -  Londra: Centre for economic policy research - 1998
- Il lavoro interinale in Italia: trappola del precariato o trampolino verso un impiego stabile?, con Fabrizia Mealli e Tommaso Nannicini - Pisa - PLUS - 2004
- Wage inequality and unemployment: US vs Europe, con Giuseppe Bertola - Londra: Centre for economic policy research - 1995